# Jesus-Christus-Kirche (Unterpfaffenhofen)

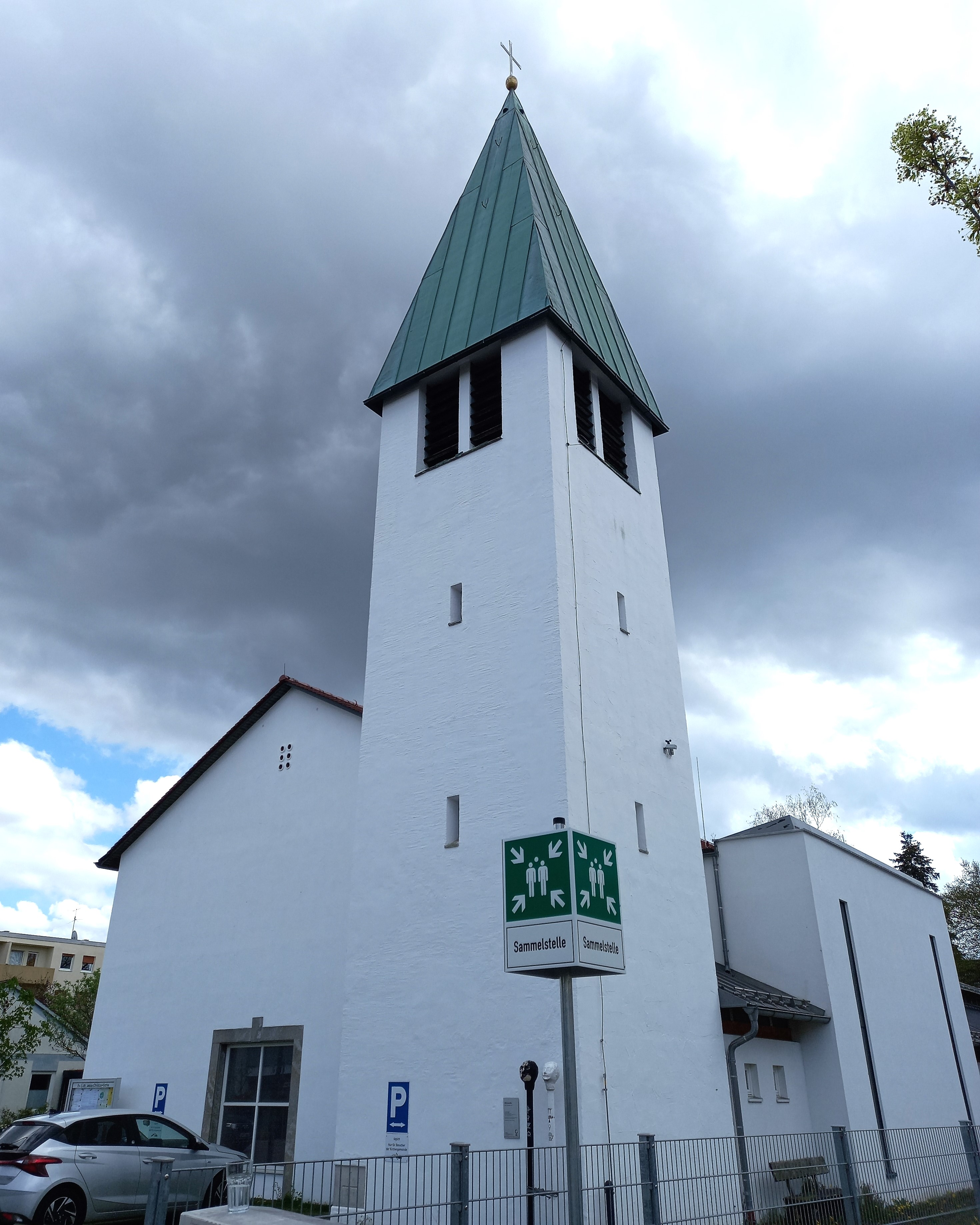
Außenansicht von Norden

Die Jesus-Christus-Kirche ist eine evangelisch-lutherische Kirche in Unterpfaffenhofen, einem Ortsteil von Germering, die im Jahr 1958 erbaut wurde.

## Geschichte
Die Kirche wurde im Jahr 1958 erbaut und 2008 stark umgebaut. Im Jahr 2014 wurde der Kirchenvorplatz nach einer Ausschreibung von Landschaftsarchitekt Markus Schäf neugestaltet.
Für die lange Nacht der Kirchen wurden 2018 und 2019 Escape Rooms aus biblischen Rätseln angeboten.

Seit April 2023 unterstützt Pfarrerin Beate Saalfelder-Bernstein das Seelsorgeteam.

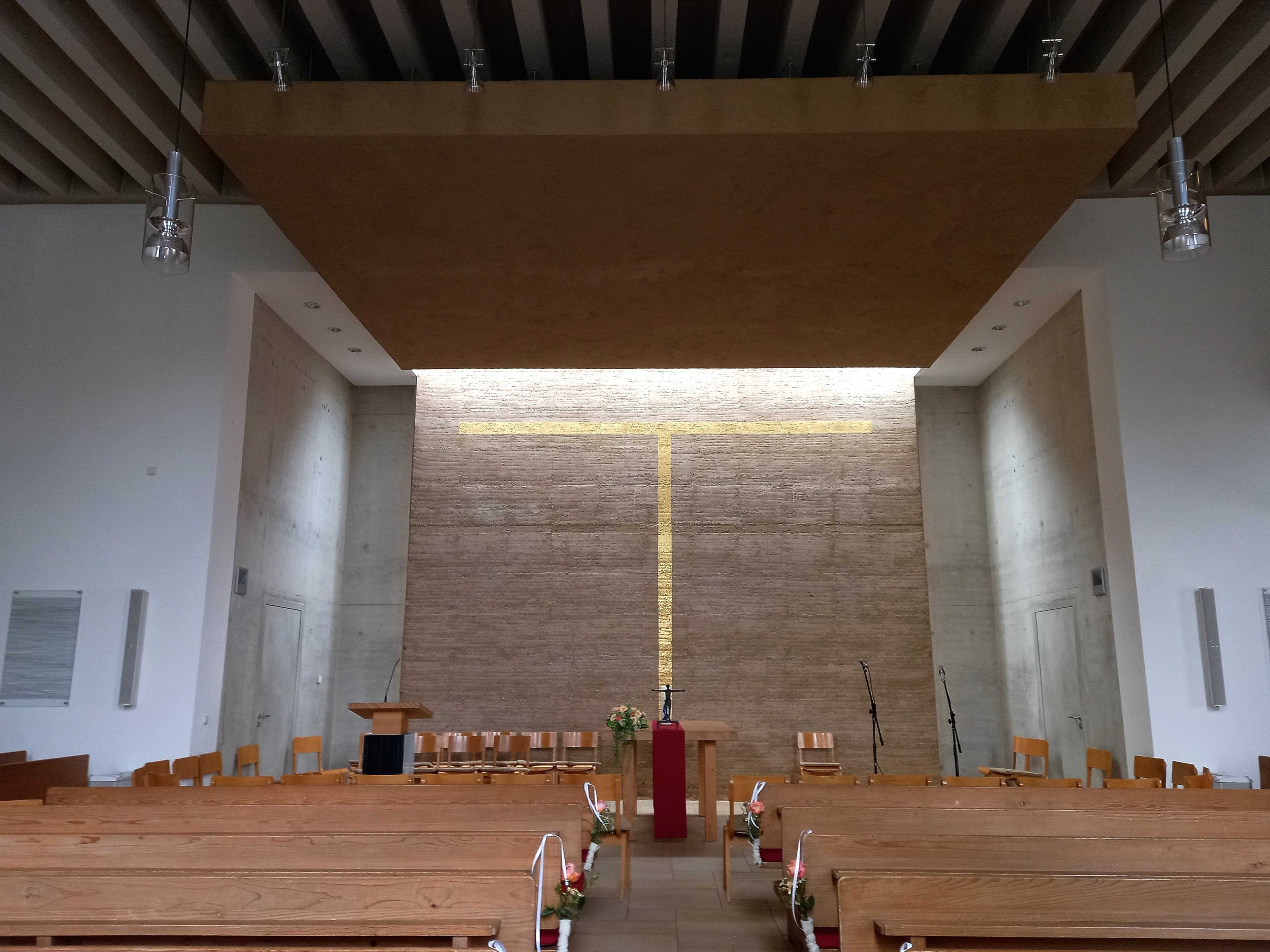
Blick zum Altar

## Architektur und Ausstattung
Die Kirche ist nach Süden ausgerichtet und hat ein leicht abfallendes Satteldach. Im Bereich des Chors tritt der Bau hervor und hat deckenhohe Fenster. Der Kirchturm ist an der Nordwestecke der Kirche direkt angebaut und hat ein Spitzdach. Die Rückwand hinter dem Altar wird durch ein aufgemaltes goldenes Kreuz dominiert.

Die Orgel wurde 1958 zur Einweihung von G. F. Steinmeyer gebaut. Sie hat 13 Register.

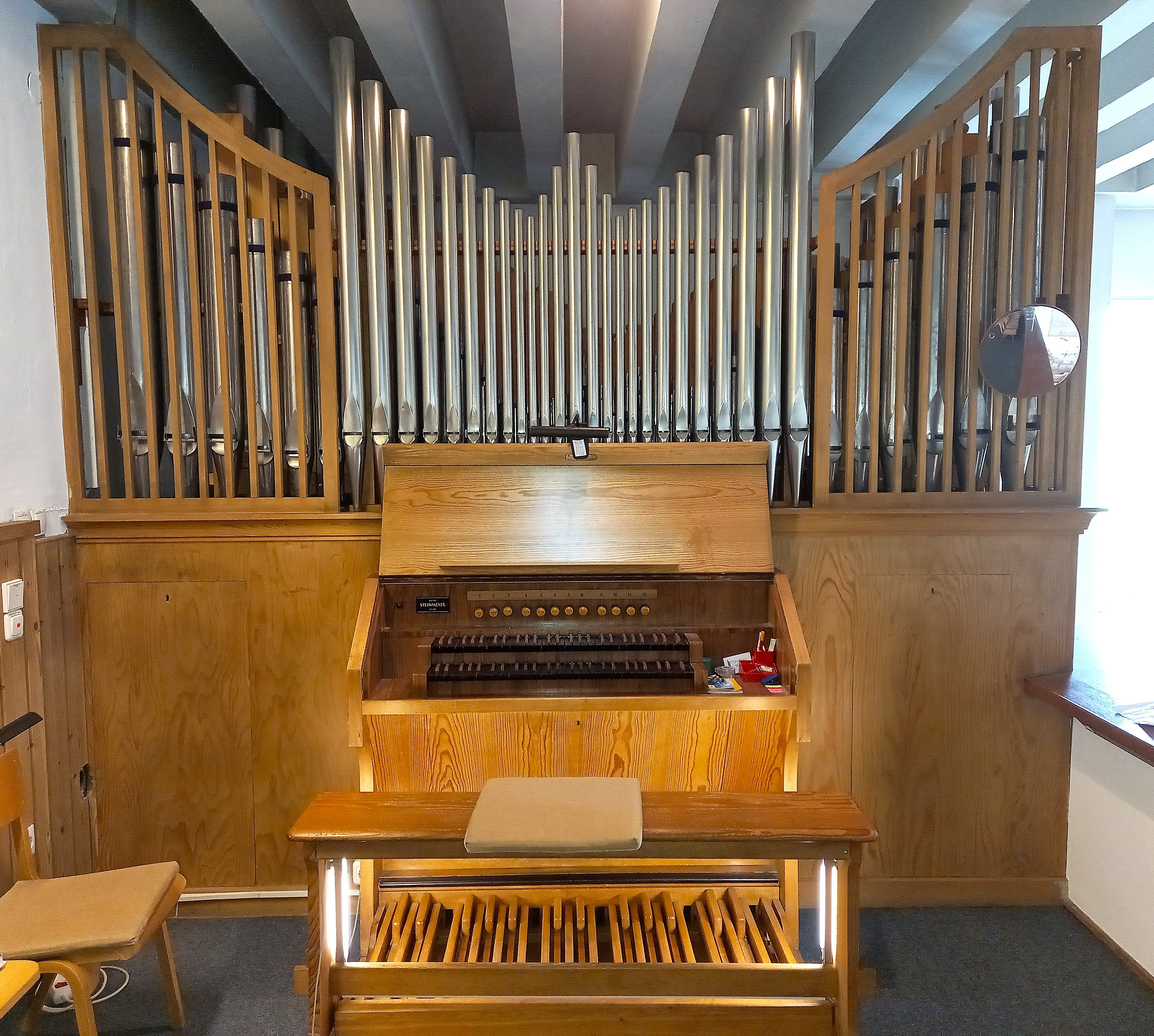
Orgel von Steinmeyer